# Николаевич, Сергей Игоревич
Серге́й И́горевич Николае́вич (род. 29 июля 1958, Москва) — российский журналист, театральный критик, медиаменеджер и телеведущий. Главный редактор журнала «Сноб».

## Биография
Окончил театроведческий факультет ГИТИСа по специальности «Театроведение», ученик Бориса Любимова.
Работал экскурсоводом в Театральном музее им. А. А. Бахрушина. В 1982—1990 годах являлся главным редактором журнала «Советский театр», затем был редактором журнала «Огонёк», заместителем главного редактора журнала «Домовой» и шеф-редактором редакции специальных проектов глянцевого журнала «Elle».
В 2006—2007 годах был главным редактором журнала «Madame Figaro».
С 2007 года, с момента основания, несколько лет возглавлял журнал «Citizen K», затем уступил эту должность Елене Нусиновой.
В апреле 2009 года был назначен заместителем главного редактора журнала «Сноб». С сентября 2011 года занимает должность главного редактора «Сноба».
С 9 декабря 2011 по 28 декабря 2012 года был ведущим телевизионного обзора культурных событий «Культурный обмен» на канале «ТВ Центр». С 19 мая 2013 по 3 июля 2021 года был ведущим этой передачи на ОТР (Общественном телевидении России). В сентябре 2014 года тематика передачи изменилась: она стала будничным интервью, а с 2016 года — еженедельным.
В марте 2022 года эмигрировал в Латвию и продолжает изучать процессы, происходящие в российской культуре.